# 日本テレビ音楽祭
日本テレビ音楽祭（にほんテレビおんがくさい）は、日本テレビの主催により1975年から1990年まで開催された音楽祭であり、日本テレビ系列局で生放送されたテレビ番組でもある。正式名称は「輝け!!第○回日本テレビ音楽祭」である。
本項では後継企画として1991年から放送された日本テレビ音楽の祭典（にほんテレビおんがくのさいてん）についても扱う。

## 概要
『日本レコード大賞』『日本歌謡大賞』を皮切りに、在京キー局や在阪準キー局が年末に各種音楽祭を開催・放送し、高視聴率を記録していたことに触発された日本テレビが1975年に創設した。「東京音楽祭」などの例に倣って時期を前倒しし、その年の歌謡賞レースの先陣を切る形で毎年8月から10月の間の不定日に開催・放送されていた。運営委員長は日本テレビ放送網社長（小林與三次→高木盛久）が務めていた。審査対象期間については「当年度を前年8月1日から本年7月31日までとする」と定めていた。また、1984年まではノミネート歌手選考会（予選）も開催されていた。
当初は『木曜スペシャル』枠内で生放送され、本選は日本武道館で同じく開催・生放送されていた。第15回（1989年）は『歌のトップテン』などが放送されていた月曜日の19・20時台に移行し、1984年までの予選会場でもあった赤坂プリンスホテルクリスタルパレスや渋谷公会堂から開催されたこともあった。最終回の第16回は1990年9月10日に武道館から生放送であった。また、関東ローカルで本選の翌々日に85分短縮編集版の再放送を『ビッグサタデー』で放送していた。
本音楽祭では「鳩」をモチーフにしたシンボルマークやトロフィーが製作・使用された。これは、日テレが長年オープニングやクロージングのタイトル映像として使用した「鳩の休日」にちなむとされる。
テーマ曲は「日本テレビ音楽祭テーマ（讃歌）」（エンディングテロップで紹介していた楽曲名。作詞：阿久悠、作曲・編曲：宮川泰）。やはり、空に羽ばたく鳩をイメージして作られた曲であった。
第14回（1988年）は昭和天皇の病状悪化の影響により中止。
第16回（1990年）大会をもって終了し幕を降ろした。この年は新人賞・金の鳩賞のみを選出した。そして内容は、ポップス・ロック・ニューミュージックのトップアーティストのジョイントステージが中心になった。

## 授賞規定
グランプリ
第10回迄は「日本歌謡大賞」同様、最も優秀と認められた楽曲に関わった歌手・作詞家・作曲家・編曲家・レコード会社に授与。第11回以降は日本テレビ系列の音楽番組での活躍が顕著で、かつ最も優秀な歌手に対して授与された。受賞者にはトロフィーと賞金500万円が贈られた。グランプリの発表は日本歌謡大賞同様、封筒内にある受賞曲の前奏の譜面を指揮者の高橋達也に渡し、その演奏した時点で発表されていた。後に前年度グランプリ受賞者が発表されていたこともあった。
歌唱賞・優秀賞
以上の賞は、日本テレビ系列の音楽番組での活躍が顕著で、かつ優秀な歌手に対して授与された。のちに優秀賞はグランプリ候補の歌手に与えれられた。
金の鳩賞
当音楽祭のオリジナル。デビューして2年目の歌手を対象とし、日本テレビ系列の音楽番組での活躍が顕著で、かつ将来性が期待できる歌手に対して授与された。受賞者には金の鳩のトロフィーと賞金300万円（一時期は200万円）が授与された。審査基準が厳しかったため、1980年(第6回)と1984年(第10回)では該当者なし、1981年には3組も受賞した。
最終優秀新人賞
1981年(第7回)から新設。ただし、1985年(第11回)は該当者なしとなり特例として新人奨励賞は4組選出した。
新人賞
当年度にデビューした歌手を対象とし、日本テレビ系列の音楽番組での活躍が顕著で、かつ将来性が期待できる歌手に対して授与された。金の鳩賞とともに受賞歌手にはグランプリ候補の資格を得ていた。
アイドル賞
当時はトップアイドル賞と称して、『月刊明星』読者の投票により決定し、授与された。のちに、日本テレビ系列の音楽番組での活躍が顕著で、かつ若年層に人気のある歌手に対して授与された。
特別賞
日本テレビ系列の音楽番組での功労が特に認められる歌手に対して授与された。

## 歴代司会者・演奏
歴代司会者について
第1回目から高島忠夫が長年にわたって司会を務めた（ただし第2・3回は萩本欽一）。
女性司会者は第1回の研ナオコを皮切りに、和泉雅子（第2・3回）、寿美花代（第4・5回）、沢田亜矢子（第6回）、檀ふみ（第7・8・9回）、神保美喜（第10・11回）、石野真子（第12回）、木内みどり（第13回）と豪華な女優陣、それも主に日本テレビ系番組に出演している女優陣が務めた。
また徳光和夫・福留功男・芦沢俊美・楠田枝里子・松永二三男・小倉淳をはじめとする当時の日本テレビアナウンサーの面々もサブ司会やインタビュアーを務めた。
各賞のプレゼンターも日本テレビ系番組に出演している芸能人が務めた。
1989年は「歌のトップテン」司会の島田紳助と和田アキ子が小倉淳と共に司会を務めた。そして最後となる1990年は高島忠夫が復帰、女性司会者は小牧ユカが担当した。
演奏
「高橋達也と東京ユニオン」・「新音楽協会」（第1回 - 第15回）
「ガッシュアウト」（第16回）（「東京ユニオン」解散に伴う。「ザ・トップテン」や「歌のトップテン」などでの長年の演奏出演が評価されての起用。「日本テレビ音楽の祭典」でも演奏を担当した。）

## 歴代受賞一覧

### グランプリ（大賞）
| 年（回） | 放送日        | 受賞歌手             | 受賞曲(第11回以降は本選日に歌った曲) |
| -------- | ------------- | -------------------- | ------------------------------------ |
| 第1回    | 1975年8月21日 | 五木ひろし           | 「千曲川」                           |
| 第2回    | 1976年8月19日 | 野口五郎             | 「きらめき」                         |
| 第3回    | 1977年8月25日 | 石川さゆり           | 「能登半島」                         |
| 第4回    | 1978年8月24日 | ピンク・レディー     | 「サウスポー」                       |
| 第5回    | 1979年8月23日 | 西城秀樹             | 「ホップ・ステップ・ジャンプ」       |
| 第6回    | 1980年8月28日 | 八代亜紀             | 「雨の慕情」                         |
| 第7回    | 1981年8月20日 | 寺尾聰               | 「ルビーの指環」                     |
| 第8回    | 1982年8月19日 | 岩崎宏美             | 「聖母たちのララバイ」               |
| 第9回    | 1983年9月8日  | 細川たかし           | 「矢切の渡し」                       |
| 第10回   | 1984年9月6日  | 中森明菜             | 「十戒 (1984)」                      |
| 第11回   | 1985年8月29日 | 近藤真彦             | 「夢絆」                             |
| 第12回   | 1986年9月18日 | 中森明菜             | 「DESIRE -情熱-」                    |
| 第13回   | 1987年9月3日  | 近藤真彦             | 「さすらい」                         |
| 第14回   | 開催中止      | 開催中止             | 開催中止                             |
| 第15回   | 1989年10月2日 | 光GENJI              | 「太陽がいっぱい」                   |
| 第16回   | 1990年9月10日 | （グランプリは廃止） | （グランプリは廃止）                 |

## 日本テレビ音楽の祭典
『日本テレビ音楽祭』の後継企画として1991年から開始された音楽特番。『日本テレビ音楽祭』や、現在の『日テレ系音楽の祭典 ベストアーティスト』とは異なり、「未来に残したい曲」を選定することをテーマとしており、放送される年のヒット曲に限らず、過去の名曲も取り上げられた。非公開形式の生放送（第11、12回は収録）で、曲の演奏についても事前収録や過去映像の流用となることも多かった。開始から2000年までは毎年1回放送され、2001年に後継番組『ベストアーティスト』が開始された後は2005年に5年ぶりに復活され、3回放送されている。1991年～1993年までは『木曜スペシャル』の枠で放送され、1994年～1999年までは『スーパースペシャル』枠で放送された。ただし、2000年の第10回はそれまでの10月第2・3土曜日ではなく、9月の第4水曜日に放送され、2005年の3回分はすべて日曜日に放送された。

### 放送日一覧
| 回     | 放送日         | テーマ                 | 司会者                                                       |
| ------ | -------------- | ---------------------- | ------------------------------------------------------------ |
| 第1回  | 1991年10月17日 | 21世紀に残したい曲     | -                                                            |
| 第2回  | 1992年10月15日 | 21世紀に残したい曲     | -                                                            |
| 第3回  | 1993年10月14日 | 21世紀に残したい曲     | 徳光和夫、西田ひかる、DORA（永井美奈子、米森麻美、藪本雅子） |
| 第4回  | 1994年10月15日 | 21世紀に残したい曲     | -                                                            |
| 第5回  | 1995年10月14日 | 21世紀に残したい曲     | 徳光和夫、永井美奈子、中居正広                               |
| 第6回  | 1996年10月12日 | 21世紀に残したい曲     | 徳光和夫、永井美奈子、中居正広                               |
| 第7回  | 1997年10月11日 | 21世紀に残したい曲     | 徳光和夫、永井美奈子、中居正広                               |
| 第8回  | 1998年10月10日 | 21世紀に残したい曲     | 徳光和夫、永井美奈子、中居正広                               |
| 第9回  | 1999年10月16日 | 21世紀に残したい曲     | 徳光和夫、永井美奈子、西田ひかる                             |
| 第10回 | 2000年9月27日  | 21世紀に残したい曲     | 徳光和夫、永井美奈子、中山エミリ、爆笑問題                   |
| 第11回 | 2005年7月24日  | 未来に残したい夏の名曲 | 徳光和夫、白石美帆、研ナオコ                                 |
| 第12回 | 2005年8月7日   | 未来に残したい夏の名曲 | 徳光和夫、白石美帆、爆笑問題                                 |
| 第13回 | 2005年9月4日   | 未来に残したい名曲     | 徳光和夫、中山エミリ、アンガールズ                           |

## スタッフ
- 構成：太田イサム、玉井冽、宮田和実
- 音楽：宮川泰、永作幸男
- 振付：土居甫
- 協力：中央宣伝企画、シミズ舞台工芸、共立照明、音研、TAMCO
- 演出（ディレクター）：白井荘也、庄司文雄、西田弘一、倉増吉継、土屋泰則、内田功
- プロデューサー：岡崎和彦、増田一穂
- 演出・プロデューサー：吉岡正敏
- 制作（チーフプロデューサー）：池田文雄、白井荘也、遠藤克彦、原薫太郎、高橋進
- 構成・演出：日本テレビ音楽祭実行委員会
- 制作：日本テレビ音楽祭運営委員会
- 製作著作：日本テレビ